# Otomys yaldeni
Otomys yaldeni — вид гризунів родини Muridae. Він зустрічається в горах Бейл, на південному заході Ефіопії. Мешкає у високогірних галявинно-лісових мозаїках між 2650 і 3800 метрів над рівнем моря. Цей вид зустрічається симпатрично з O. helleri на горах Бейл.